# قسم كرند الريفي (مقاطعة بشروية)
قسم كرند الريفي (بالفارسية: دهستان کرند) هي منطقة ريفية تقع في إيران في قسم.